# Indian Open 1973
L'Indian Open 1973 è stato un torneo di tennis. È stata la 1ª edizione dell'Indian Open, che fa parte del Commercial Union Assurance Grand Prix 1973. Il torneo si è giocato a Nuova Delhi in India, dal 15 al 21 ottobre 1973.

## Campioni

### Singolare maschile
Vijay Amritraj ha battuto in finale  Malcolm Anderson con il punteggio di 6–4, 5–7, 8–9, 6–3, 11–9

### Doppio maschile
Jim McManus /  Raúl Ramírez hanno battuto in finale  Anand Amritraj /  Vijay Amritraj con il punteggio di 6–2, 6–4